# GP Ouest France-Plouay 1997
De GP Ouest France-Plouay 1997 was de 61ste editie van deze Franse eendaagse wielerkoers en werd verreden op zondag 31 augustus over een afstand van 209 kilometer.

## Uitslag
| GP Ouest France-Plouay 1997 |                       |                       |          |
| Plaats                      | Naam                  | Ploeg                 | Tijd     |
| Winnaar                     | Andrea Ferrigato      | Roslotto-ZG Mobili    | 4u58'32" |
| 2                           | Sergio Barbero        | Mercatone Uno         | z.t.     |
| 3                           | Chris Horner          | La Française des Jeux | + 0' 02" |
| 4                           | Laurent Madouas       | Lotto                 | + 0' 05" |
| 5                           | Oleksandr Hontsjenkov | Roslotto-ZG Mobili    | + 0' 46" |
| 6                           | Richard Virenque      | Festina               | z.t.     |
| 7                           | Stéphane Heulot       | La Française des Jeux | z.t.     |
| 8                           | Cédric Vasseur        | GAN                   | z.t.     |
| 9                           | Claudio Chiappucci    | Asics-CGA             | + 1' 00" |
| 10                          | Nicolas Jalabert      | Cofidis               | + 2' 13" |
|                             |                       |                       |          |
| 29                          | Andrei Tchmil         | Lotto                 | + 8' 37" |

Bretagne Classic: 1931 · 1932 · 1933 · 1934 · 1935 · 1936 · 1937 · 1938 · 1939 - 1944 · 1945 · 1946 · 1947 · 1948 · 1949 · 1950 · 1951 · 1952 · 1953 · 1954 · 1955 · 1956 · 1957 · 1958 · 1959 · 1960 · 1961 · 1962 · 1963 · 1964 · 1965 · 1966 · 1967 · 1968 · 1969 · 1970 · 1971 · 1972 · 1973 · 1974 · 1975 · 1976 · 1977 · 1978 · 1979 · 1980 · 1981 · 1982 · 1983 · 1984 · 1985 · 1986 · 1987 · 1988 · 1989 · 1990 · 1991 · 1992 · 1993 · 1994 · 1995 · 1996 · 1997 · 1998 · 1999 · 2000 · 2001 · 2002 · 2003 · 2004 · 2005 · 2006 · 2007 · 2008 · 2009 · 2010 · 2011 · 2012 · 2013 · 2014 · 2015 · 2016 · 2017 · 2018 · 2019 · 2020 · 2021 · 2022 · 2023 · 2024
Classic Lorient Agglomération: 1999 · 2000 · 2001 · 2002 · 2003 · 2004 · 2005 · 2006 · 2007 · 2008 · 2009 · 2010 · 2011 · 2012 · 2013 · 2014 · 2015 · 2016 · 2017 · 2018 · 2019 · 2020 · 2021 · 2022 · 2023 · 2024